# Etiketa
Etiketa je kos papirja, polimera, blaga, kovine ali kakšnega drugega materiala, pritrjen na embalažo izdelka ali na izdelek sam. Etiketa je lahko natisnjena tudi neposredno na izdelek. Etiketa nosi informacije o izdelku, produktu, kot so ime izdelka, cena, črtna koda ali/in ostale pomembne informacije, povezane z izdelkom, artiklom ali storitvijo. Označevanje artiklov z etiketami imenujemo tudi »deklariranje«.

## Izdelava etiket
Etikete so glede na njihovo vrsto ter načina aplikacije na artikel ali embalažo izdelane na različen način.
Etiketa, natisnjena na material iz papirja, je najbolj razširjena vrsta etikete. Najdemo jo na skoraj vseh potrošniških izdelkih od živil do zdravil, knjig in pisarniške opreme. Papirnata etiketa je cenovno ugodna ter enostavna za izdelavo, lahko je poljubnega formata in vsebuje vse vrste informacij. Papirnato etiketo po željah naročnika oblikuje oblikovalec, nato pa se jo natisne v tiskarni. Najbolj priljubljena tehnika tiska papirnatih etiket je digitalni tisk. Papirnate etikete so lahko tudi prazne, v tem primeru se nanje informacije zapiše ročno, s pisalom, ali pa z uporabo manjših delovnih tiskalnikov v trgovinah, prodajalnah ter povsod, kjer se jih potrebuje. Zaradi velikega trga oblačil je zelo razširjena tudi etiketa iz blaga. To se izdela posebej v tekstilnih obratih podjetja, ki prav tako izdeluje oblačila ter izdelke iz blaga, ali pa se jo izdela drugje in se jo kasneje prišije na želeni artikel. Etikete iz kovin in umetnih materialov izdelujejo cinkarne, železarne ter ostala podjetja z ustreznimi delovnimi stroji za obdelavo umetnih materialov.

## Apliciranje etiket
Etikete glede na njihovo vrsto apliciramo oz. pritrjujemo na različne načine. Nekateri izmed teh so:
- Lepljenje etiket na izdelek ali njihovo embalažo s toplotnimi lepili.
- Samolepilne etikete, pritrjene z uporabo šibke sile (ročno) ali avtomatsko (stroj).
- Pritrjevanje etiket z zakovicami na industrijske stroje in naprave.
- Pritrjevanje etiket na izdelek s pomočjo plastičnega omota.
- Šivanje etiket v izdelke iz blaga (oblačila, blazine, zavese ...).
- Pritrjevanje etiket z uporabo lepil na vodni osnovi.
- Pritrjevanje etiket s pomočjo vrvice, sukanca.

Etikete so lahko izdelane posamezno, v zavoju (samolepilne, papirnate) ali pa so natisnjene na pol.

## Pametne etikete
Med posebno vrsto etiket uvrščamo »digitalne etikete« ali RFID (radio-frekvenčna identifikacija) etikete, s pomočjo katerih lahko informacije o izdelku ali določeni storitvi sporočamo preko radijskih valov (avtomatsko plačevanje cestnin na avtocestah). Ta vrsta etikete je pogosta tudi v proizvodnji in transportu ter za označevanje večjih kontejnerjev ali artiklov.